# Лабрович, Недилько
Неди́лько Ла́брович (хорв. Nediljko Labrović; род. 10 октября 1999, Сплит) — хорватский футболист, вратарь немецкого клуба «Аугсбург» и сборной Хорватии.

## Клубная карьера
Лабрович — воспитанник клубов «Главице», «Хайдук» (Сплит), «Адриантик Сплит» и «Юнак Синь». В 2016 году он дебютировал за основной состав последних. В 2018 году Лабрович перешёл в «Шибеник». 8 сентября в матче против «Меджимурье» он дебютировал во Второй лиге Хорватии. В 2020 году Недилько помог клубу выйти в элиту. 15 августа в матче против «Риеки» он дебютировал в чемпионате Хорватии. Летом 2021 года Лабрович перешёл в «Риеку». 17 июля в матче против «Горицы» он дебютировал за новый клуб. 